# 黔系
黔系又稱黔系軍閥、貴州軍閥、黔軍，是民国军阀中位於貴州的一支規模较小的军阀派系。贵州督军兼省长刘显世被視為黔系的鼻祖。刘显世在貴州实行军事统治的同時，对外追随唐继尧向四川扩张，黔系军阀由此形成。后来黔系分化为以刘显世为首的兴义系和以周西成为代表的桐梓系。而兴义系后来又分化为以刘显世为代表的“旧派”和以王文华以代表的“新派”。1920年,“新派”人士何应钦、谷正伦发动“民九事变”推翻刘显世，盧燾因此上台。1922年，袁祖铭驅逐盧燾控制贵州。1926年，周西成控制贵州。